# Lacey Schuckman
Lacey Schuckman née le 16 juillet 1988 à Denver dans le Colorado (États-Unis), est une pratiquante de MMA américaine. Elle combat actuellement à l'Invicta Fighting Championships dans la catégorie des poids atomes.

## Parcours en MMA

### Invicta Fighting Championships
Le 6 octobre 2012, Lacey Schuckman rencontre Michelle Waterson qui participe pour la première fois à Kansas City à un événement de l'Invicta Fighting Championships, à l'occasion de l'Invicta FC 3. Elle subit une défaite par décision partagée (29-28, 28-29, 29-28), et la confrontation est désignée combat de la soirée.

### Distinctions
- Invicta FC
  - Combat de la soirée (x1) (le 6 octobre 2012 face à Michelle Waterson).

## Palmarès en MMA
| 20 combats     | 11 victoires | 9 défaites |
| Par KO         | 2            | 1          |
| Par soumission | 6            | 4          |
| Sur décision   | 3            | 4          |

| Résultat | Record | Adversaire           | Méthode                                 | Événement                                            | Date              | Round | Temps | Lieu                               | Notes |
| -------- | ------ | -------------------- | --------------------------------------- | ---------------------------------------------------- | ----------------- | ----- | ----- | ---------------------------------- | ----- |
| Défaite  | 11-9   | Mizuki Inoue         | Soumission (clé de bras)                | Invicta FC 15: Cyborg vs. Ibragimova                 | 16 janvier 2016   | 3     | 3:41  | Costa Mesa, Californie, États-Unis |       |
| Victoire | 11–8   | Jenny Liou Shriver   | TKO (coups de poing)                    | Invicta FC 12: Kankaanpää vs. Souza                  | 24 avril 2015     | 1     | 1:53  | Kansas City, Missouri, États-Unis  |       |
| Défaite  | 10–8   | Brenda Gonzalez      | Décision unanime                        | Mosley Showdown / Swarm Entertainment: Super Brawl 1 | 30 janvier 2015   | 3     | 5:00  | Phoenix, Arizona, États-Unis       |       |
| Victoire | 10–7   | Melissa Myers        | Soumission (étranglement arrière)       | Fight to Win: Animals                                | 18 avril 2014     | 1     | 1:35  | Denver, Colorado, États-Unis       |       |
| Défaite  | 9–7    | Amber Stautzenberger | Décision unanime                        | XKO: Xtreme Knockout 20                              | 23 novembre 2013  | 3     | 5:00  | Arlington, Texas, États-Unis       |       |
| Victoire | 9–6    | Jody Lynn Reicher    | Soumission (clé de bras)                | Sparta Combat League: Thunderdome 2                  | 8 juin 2013       | 1     | 0:28  | Denver, Colorado, États-Unis       |       |
| Victoire | 8–6    | Darla Harris         | Décision unanime                        | Sparta Combat League: Thunderdome 1                  | 9 février 2013    | 3     | 5:00  | Denver, Colorado, États-Unis       |       |
| Défaite  | 7–6    | Michelle Waterson    | Décision partagée                       | Invicta FC 3: Penne vs. Sugiyama                     | 6 octobre 2012    | 3     | 5:00  | Kansas City, Kansas, États-Unis    |       |
| Défaite  | 7–5    | Ayaka Hamasaki       | Soumission (clé de bras)                | Invicta FC 2: Baszler vs. McMann                     | 28 juillet 2012   | 3     | 4:45  | Kansas City, Kansas, États-Unis    |       |
| Victoire | 7–4    | Michelle Blalock     | Soumission (étranglement en guillotine) | Ring of Fire 42: Who's Next                          | 17 décembre 2011  | 2     | 1:02  | Broomfield, Colorado, États-Unis   |       |
| Défaite  | 6–4    | Patricia Vidonic     | Soumission (étranglement arrière)       | The Beatdown 8: Battle of the Badges 2               | 25 juin 2011      | 3     | 4:04  | Denver, Colorado, États-Unis       |       |
| Victoire | 6–3    | Diana Rael           | Soumission (étranglement arrière)       | Rocky Mountain Bad Boyz: Bad Girlz Gone Wild         | 21 janvier 2011   | 1     | 4:08  | Sheridan, Colorado, États-Unis     |       |
| Défaite  | 5–3    | Carla Esparza        | Soumission (étranglement arrière)       | NMEF Ladies Night: Clash of the Titans 8             | 16 juillet 2010   | 2     | 2:37  | Castle Rock, Colorado, États-Unis  |       |
| Victoire | 5–2    | Alyx Hess            | TKO (coups de poing)                    | RW: Ring Wars                                        | 26 juin 2010      | 2     | 3:37  | Gillette, Wyoming, États-Unis      |       |
| Victoire | 4–2    | Avery Vilche         | Décision unanime                        | NMEF Annihilation 24: Clash of the Titans 7          | 13 mars 2010      | 3     | 3:00  | Greeley, Colorado, États-Unis      |       |
| Défaite  | 3–2    | Jeri Sitzes          | TKO (coups de poing)                    | Strikeforce Challengers: Kennedy vs. Cummings        | 25 septembre 2009 | 3     | 2:18  | Tulsa, Oklahoma, États-Unis        |       |
| Victoire | 3–1    | Jess Taylor          | Soumission (coups de poing)             | Fearless Fighting Championships                      | 11 avril 2009     | 1     | 4:43  | Superior, Wisconsin, États-Unis    |       |
| Victoire | 2–1    | Tammie Schneider     | Soumission (étranglement arrière)       | C3 Fights                                            | 28 février 2009   | 1     | 1:59  | Newkirk, Oklahoma, États-Unis      |       |
| Défaite  | 1–1    | Lisa Higo            | Décision unanime                        | HOOKnSHOOT GFight 2009 Grand Prix                    | 16 janvier 2009   | 3     | 3:00  | Evansville, Indiana, États-Unis    |       |
| Victoire | 1–0    | Mariah Reed          | Décision unanime                        | HOOKnSHOOT GFight 2009 Grand Prix                    | 16 janvier 2009   | 3     | 3:00  | Evansville, Indiana, États-Unis    |       |